# Shimun XVII Abraham

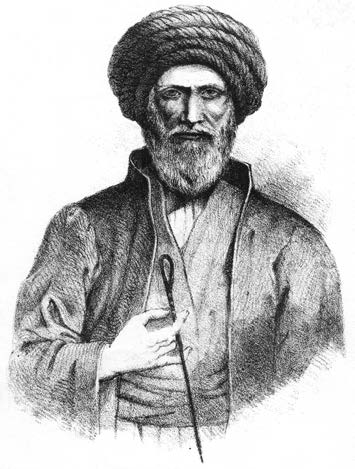
Il patriarca in una litografia pubblicata nel 1852.

Mar Shimun XVII Abraham (Qodchanis, 1801 – Qodchanis, 1861) è stato un vescovo cristiano orientale siro, patriarca della Chiesa assira d'Oriente dal 1820 al 1861.

## Biografia
Nacque all'incirca verso il 1801; suo padre si chiamava Qasha Rowil della famiglia d'Mar Shimun e sua madre Khami. Era il pronipote del patriarca Shimun XVI Yohannan, cui succedette nel 1820 circa.
Guidò la sua chiesa da Qodchanis, un modesto villaggio nell'odierna provincia di Hakkâri in Turchia, e cercò di mantenere buoni rapporti con le autorità ottomane locali. Nel 1843 dovette affrontare rinnovate ostilità da parte dei signori della guerra curdi, che attaccarono molti villaggi cristiani facendo numerosi morti, portando via donne e bambini come prigionieri e costringendo il patriarca a rifugiarsi a Mosul. Negli attacchi trovarono la morte la madre, un fratello, e Eshai, il giovane natar kursya destinato a succedergli.
Il suo patriarcato fu segnato anche dall'arrivo nel territorio del suo patriarcato di numerosi missionari cattolici, anglicani ed anche presbiteriani americani, che contribuirono a far conoscere quello che veniva chiamato "il patriarcato delle montagne".
Morì nel 1861 circa e fu sepolto nella piccola cattedrale patriarcale di Mar Shalita a Qodchanis. Il nipote Rowil, figlio del fratello Beniamino, gli succedette sulla cattedra patriarcale con il nome di Shimun XVIII.